# Крутинська
Кру́тинська (рос. Крутинская) — присілок у складі Омутинського району Тюменської області, Росія.
Населення — 253 особи (2010, 267 у 2002).
Національний склад станом на 2002 рік:
- росіяни — 92 %